# Kentford
Kentford – wieś w Anglii, w hrabstwie Suffolk, w dystrykcie West Suffolk. Leży 51 km na północny zachód od miasta Ipswich i 96 km na północny wschód od Londynu. Miejscowość liczy 420 mieszkańców.